# Leskelänjärvi
Leskelänjärvi är en sjö i kommunen Konnevesi i landskapet Mellersta Finland i Finland. Sjön ligger 100,6 meter över havet. Den är 7,9 meter djup. Arean är 63 hektar och strandlinjen är 7,92 kilometer lång. Sjön  ingår i Kymmene älvs huvudavrinningsområde.   Den ligger omkring 58 kilometer nordöst om Jyväskylä och omkring 290 kilometer norr om Helsingfors. 